# Jani Kovačič

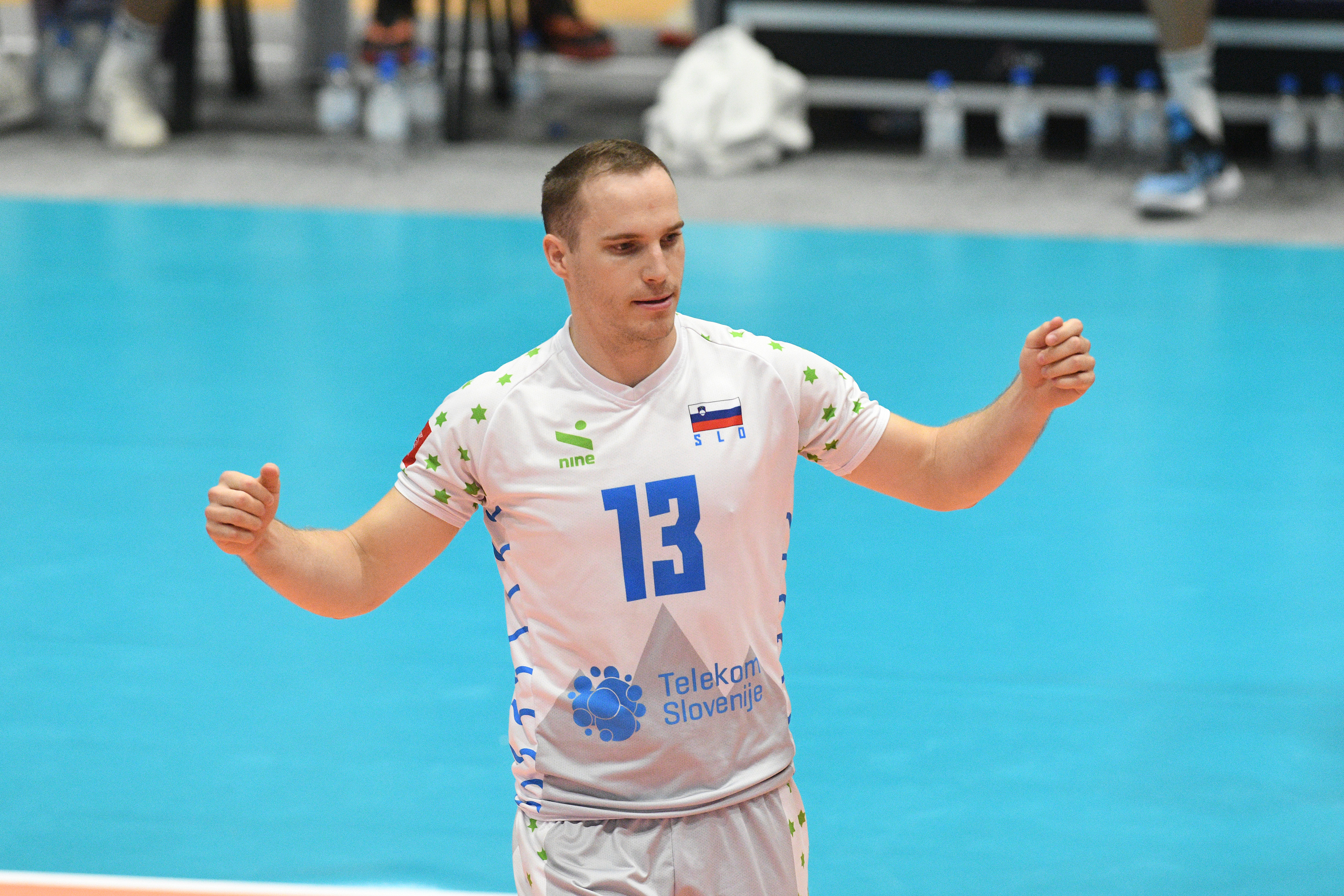
Jani Kovačič reprezentantem Słowenii w 2022 roku

Jani Kovačič (ur. 14 czerwca 1992) – słoweński siatkarz, grający na pozycji libero, reprezentant Słowenii. 

## Kariera klubowa
| Lata      | Klub                    |
| 2009–2011 | OK Salonit Anhovo Kanal |
| 2013–2015 | SK Posojilnica Aich/Dob |
| 2015–2016 | AS Cannes VB            |
| 2016–2019 | ACH Volley Lublana      |
| 2019–2021 | Consar Rawenna          |
| 2021–     | ACH Volley Lublana      |

## Sukcesy klubowe
Liga słoweńska:
- 2017, 2018, 2019, 2022[3], 2023[4], 2024[5],  2025[6]
- 2010

MEVZA - Liga Środkowoeuropejska:
- 2017, 2019, 2022[7], 2023[8], 2025[9]
- 2014, 2015
- 2018

Liga austriacka:
- 2014, 2015

Puchar Słowenii:
- 2018, 2019, 2022[10], 2023[11], 2025[12]

## Sukcesy reprezentacyjne
Liga Europejska:
- 2015[13]

Mistrzostwa Europy:
- 2015[14], 2019, 2021
- 2023[15]

## Nagrody indywidualne
- 2017: Najlepszy libero Pucharu Słowenii
- 2019: Najlepszy libero Mistrzostw Europy